# Свемирски баскет: Ново наслеђе
Свемирски баскет: Ново наслеђе (енгл. Space Jam: A New Legacy) амерички је играни/анимирани спортско-хумористички филм из 2021. године, редитеља Малколма Д. Лија из сценарија Џуела Тејлор, Тонија Ретенмајера, Кинана Куглера и Теренса Ненса. Служећи као наставак филма Свемирски баскет (1996), обележио је први биоскопски издати филм који садржи ликове серије Шашава дружина од филма Шашава дружина: Поново у акцији и као и претходни хибридни филм, био је комбинација игране и традиционалне ручно цртане 2D анимације са неким CGI ефектима. У филму играју кошаркаш Леброн Џејмс (који такође ради као продуцент) као измишљена верзија себе заједно са Доном Чидлом, Крисом Дејвисом, Сонеком Мартин-Грин и Кедриком Џоом у играним улогама. Такође има бројне ликове из серије Шашава дружина као што су Душко Дугоушко, Силвестер и Петао Софроније (свима глас позајмљује Џеф Бергман), као и Патак Дача и Марсовац Марвин (обојици глас позајмљује Ерик Бауза), Зечица Лола (глас позајмљује Зендеја) и други.
Филм Свемирски баскет: Ново наслеђе издат је 16. јула 2021. године у Сједињеним Државама, дистрибутера Warner Bros. Pictures-а, истовремено у биоскопима и дигитално на HBO Max-у. Филм је издат 15. јул 2021. године у Србији, дистрибутера Blitz Film & Video Distribucija. Српску синхронизацију радио је студио Bassivity Digital. Филм је зарадио преко 171 милиона америчких долара широм света и добио је генерално негативне критике критичара, који су похвалили анимацију, али су критиковали пласман производа студија и недостатак необичног и аутореференцијалног хумора оригиналног филма.

## Радња
Леброн Џејмс и његов син Дом заробљени су у виртуелном свету и Леброн мора да их одведе кући на сигурно, водећи са собом и Душка Дугоушка, Лолу и целу банду ноторно недисциплинованих чланова Шашаве дружине. Ово путовање кроз трансформацију открива колико ће далеко неки родитељи ићи како би се повезали са својом децом.

## Улоге
| Улога              | Глумац               | Српски глас             |
| ------------------ | -------------------- | ----------------------- |
| Леброн Џејмс       | Леброн Џејмс         | Виктор Савић            |
| млади Леброн Џејмс | Алекс Уерта          | Н/Д                     |
| Ал Џ. Ритам        | Дон Чидл             | Гордан Кичић            |
| Камаја Џејмс       | Сонека Мартин-Грин   | Јелена Јовичић          |
| Доминик Џејмс      | Седрик Џо            | Марко Јакшић            |
| Даријус Џејмс      | Сејејр Џ. Рајт       | Василије Првуловић      |
| Зоша Џејмс         | Харпер Ли Александер | Н/Д                     |
| Малик Џејмс        | Крис Дејвис          | Ђорђе Стојковић         |
| Тренер             | Вуд Харис            | Срђан Тимаров           |
| Ентони Дејвис      | Ентони Дејвис        | Вукашин Јовановић       |
| Клеј Томпсон       | Клеј Томпсон         | Н/Д                     |
| Нека Огвумике      | Нека Огвумике        | Н/Д                     |
| Дајана Тораси      | Дајана Тораси        | Н/Д                     |
| Демијен Лилард     | Демијен Лилард       | Н/Д                     |
| Мајкл Б. Џордан    | Мајкл Б. Џордан      | Н/Д                     |
| Улога              | Оригинални глас      | Српски глас             |
| Душко Дугоушко     | Џеф Бергман          | Лако Николић            |
| Силвестер          | Џеф Бергман          | Милан Антонић           |
| Сима Страхота      | Џеф Бергман          | Бојан Хлишћ             |
| Фред Кременко      | Џеф Бергман          | Горан Пековић           |
| Медвед Јоги        | Џеф Бергман          | Н/Д                     |
| Патак Дача         | Ерик Бауза           | Томаш Сарић             |
| Гица Прасић        | Ерик Бауза           | Лако Николић            |
| Софроније          | Ерик Бауза           | Немања Вановић          |
| Елмер Давеж        | Ерик Бауза           | Марко Марковић          |
| Марсовац Марвин    | Ерик Бауза           | Пеђа Дамњановић         |
| Твити Пај          | Боб Берген           | Ивана Тењовић           |
| Лола Зечица        | Зендеја              | Сара Јовановић          |
| Таз                | Фред Татаскиор       | оригинални глас         |
| Брзи Гонзалес      | Габријел Иглесијас   | Владимир Марковић Луни  |
| Бака               | Канди Мајло          | Јелена Ђорђевић Поповић |
| Чудесна Жена       | Росарио Досон        | Н/Д                     |
| Рик и Морти        | Џастин Ројалнд       | Н/Д                     |